# Пукшеньга (деревня)
Пукшеньга — деревня в Холмогорском районе Архангельской области.

## География
Находится в центральной части Архангельской области на расстоянии приблизительно 69 км на юг по прямой от районного центра села Холмогоры на правом берегу реки Северная Двина с правой стороны от устья одноименной речки.

## История
Известна с 1717 года по дате постройки местной часовни. В 1859 году здесь (тогда деревня Холмогорского уезда Архангельской губернии) было учтено 4 двора. До 2022 года входила в Хаврогорское сельское поселение  до его упразднения.

## Население
Численность населения: 22 человека (1859 год), 4 в 2010.